# غريغوريس لامبراكيس
غريغوريس لامبراكيس (باليونانية: Γρηγόρης Λαμπράκης؛ 3 أبريل 1912 - 27 مايو 1963) كان سياسيًّا وطبيبًا يونانيًّا ورياضيًّا محترفًا، وعضو هيئة تدريس في كلية الطب بجامعة أثينا، وعضوٌ في المقاومة اليونانية لحكم المحور أثناء الحرب العالمية الثانية. أصبح لاحقًا ناشطًا بارزًا مُناهضًا للحرب. اغتالته مجموعةٌ من المتعصّبين اليمينييّن، ما تسبب في احتجاجات حاشدة وأدى إلى أزمة سياسية.

## نشأته وبداية حياته
ولد لامبراكيس في قرية كيراسيتسا في مقاطعة تاجيا (أركاديا، بيلوبونيز). بعد أن أنهى دراسته الثانوية في مسقط رأسه، انتقل إلى أثينا لارتياد كليّة الطب في جامعة أثينا.
كان لامبراكيس بطلًا رياضيًّا طوال حياته، وحمل الرّقم القياسيّ اليونانيّ في القفز الطويل مدة ثلاث وعشرين سنة (1936-1959). كما حصل على العديد من الميداليات الذهبية في دورة ألعاب البلقان التي كانت تقامُ سنويًّا، والتي شاركَ فيها رياضيّون من اليونان ويوغوسلافيا وبلغاريا ورومانيا وتركيا. لعب ونافس في القفز الطويل للرجال والقفزة الثلاثية للرجال في أولمبياد 1936.
خلال احتلال قوات المحور لليونان في الحرب العالمية الثانية (1941-1944)، شارك لامبراكيس بقوّةٍ في المقاومة اليونانية. في عام 1943، أنشأَ اتحاد الرياضيين اليونانيين (باليونانيّة: Ένωση των Ελλήνων Αθλητών, Enosi ton Ellínon Athlitón) ونظّم مسابقات دوريّة، واستخدم العائدات من هذه الألعاب لتمويل بنوك الأغذية العامة للسكان الذين يتضوّرون جوعًا.

## نشاط ما بعد الحرب
بعد الحرب العالمية الثانية، أكمل لامبراكيس دراسته الطبيّة وعمل أستاذًا محاضرًا في قسم طب النساء، واستمر في مساعدة الفقراء من خلال إدارة عيادة خاصة صغيرة للمرضى الذين لم يتمكنوا من تحمل تكاليف الرّعاية الطبيّة.
رغم أن لامبراكيس لم يكن شيوعيًّا، إلا أنّ توجّهاته السياسيّة والأيديولوجيّة كانت تميلُ نحو اليسار، وقد شارك بنشاطٍ في الحركة السلاميّة في وقته التي عارضت بشدّة حرب فيتنام. عملَ لامبراكيس سياسيًّا ضمن حزب اليسار الديمقراطي المتّحد، وهو الحزب السياسي اليساريّ القانوني الوحيد في البلد بعد الحرب الأهلية اليونانية في الفترة 1946-1949، وحتى سقوط المجلس العسكري اليوناني في الفترة 1967-1974. انتُخبَ عضوًا في البرلمان اليوناني عقب الانتخابات التشريعية اليونانية لعام 1961 كنائبٍ من بيرايوس.

## اغتياله
في 22 مايو 1963، وبعد وقت قصيرٍ من إلقاء الخطاب الرئيسي في اجتماع مناهض للحرب في سلانيك، ضرب متطرفان ينتميان لليمين المتطرف، وهما إيمانويل إيمانويليديس وسبيروس غوزامانيس، أثناء قيادتهما لسيارة ذات ثلاث عجلات، لامبراكيس بهراوةٍ فوق رأسه على مرأى من عددٍ كبيرٍ من الأشخاص و-كما هو مزعومٌ- بعض ضبّاط الشرطة، وأصيب في المخ وتوفي في المستشفى بعد خمسة أيام، تحديدًا في 27 مايو. قُبض على الرجلين بسبب رد فعل أحد المارة (مانوليس هاتزيابولو الملقب بتايجر) الذي قفز على سيارتهما وتشاجر معهما.

## أحداث بعد اغتياله
عقب اليوم التالي لاغتياله في أثينا، تحوّلت جنازته إلى مظاهرة حاشدة، إذ احتشد أكثر من 500 ألف شخص للاحتجاج ضد الحكومة اليمينية والمحكمة الملكيّة التي رأى كثيرون أنها تدعم أنشطة المتطرفين اليمينيين. أثار اغتيال لامبراكيس ردة فعل شعبية واسعة، وبعد ذلك بفترةٍ وجيزةٍ كشف المحقق كريستوس سارتزتاكيس، والمحامي نيكوس أثاناسوبولوس، والنائب العام بي. ديلابورتاس عن وجود صلات بين الشرطة والجيش، بما في ذلك قائد الشرطة في شمال اليونان، كونستانتينوس ميتسو، والعديد من ضبّاط الشرطة المحليّة، مثل كابلونيس وكاتسوليس، مع المتطرفين اليمينيين.
فقد القضاة وظائفهم خلال فترة الدكتاتورية العسكرية عام 1967، كما سجن كريستوس سارتزتاكيس لمدة عام. أطلقَ سراح القتلة، في حين أُصدرت أحكامٌ بحقّ أعضاء المؤامرة.

## وصلات خارجية
- غريغوريس لامبراكيس على موقع اللجنة الأولمبية الدولية (الإنجليزية)
- غريغوريس لامبراكيس على موقع أوليمبيديا (الإنجليزية)

- "Grigoris Lambrakis" على موقع AHistoryOfGreece.com